# Museu de História Natural do Condado de Los Angeles
O Museu de História Natural do Condado de Los Angeles (em inglês: Natural History Museum of Los Angeles County) é o maior museu de história natural do oeste dos Estados Unidos. Localizado em Los Angeles, suas coleções incluem cerca de 35 milhões de espécimes e artefatos e cobrem 4,5 bilhões de anos de história. Foi inaugurado em 1913.
Em 2010, o museu passou por uma restauração em sua sessão "Age os mammals". A ala mostra a evolução dos mamíferos da extinção dos dinossauros, até a aparição dos seres humanos. A reforma custou US$ 107 milhões e levou 5 anos para ser feita. 

## História
Natural History Museum abriu em Exposition Park, Los Angeles, Califórnia, Estados Unidos em 1913 como o Museu de História, Ciência e Arte. A força movente por trás disso foi uma associação de museu fundada em 1910. Seu prédio principal distintivo, com paredes de mármore adequadas e rotunda com cúpula e colunas, está no Registro Nacional de Lugares Históricos. Asas adicionais foram abertas em 1925, 1930, 1960 e 1976.
O museu foi dividido em 1961 no Museu de História e Ciência do Condado de Los Angeles e no Museu de Arte do Condado de Los Angeles (LACMA). LACMA mudou-se para novos quartéis em Wilshire Boulevard em 1965, e o Museu de História e Ciência foi renomeado o Museu de História Natural do Condado de Los Angeles. Eventualmente, o museu renomeou-se novamente, tornando-se o Museu de História Natural do Condado de Los Angeles.
Salão dos Mamíferos Africanos
Em 2003, o museu iniciou uma campanha para transformar suas exposições e experiência de visitantes. O museu reabriu sua rotunda 1913 renovada, removida, com a nova exposição Age of Mammals em 2010. 
Salão dos Dinossauros 
Em julho de 2011, o museu passou por uma remodelação multianual de US$ 135 milhões, transformação que rendeu ao dobro de espaço do programa, adicionou novas exposições e reformou outras, incluindo a adição de um salão de dinossauros.
Sua nova entrada, transformou-se em um pavilhão composto por vidro de seis andares, projetado por CO Architects, no qual um esqueleto suspenso de uma baleia de 63 pés de comprimento é exposto em silhueta de 33.000 luzes LED. No lado de fora, um "deserto urbano" de 3,5 hectares planejado por Mia Lehrer & Architects substituiu os estacionamentos de concreto. Cerca de 31.000 plantações e um dragão "voam" entre beija-flores, enquanto uma parede de pedra curvada abriga amostras menores de vida selvagem urbana.

Em outros salões, espécies de criaturas da região, como tarântulas, formigas e ratos, aparecem como parte de um novo laboratório de natureza interativo que atrai adultos. Em contra-ponto com a arqueologia, esta a “Becoming L.A.,” uma exposição permanente de 14 mil metros quadrados - a maior do museu - analisa a história de Los Angeles.